# Alexis Pinturault
Alexis Pinturault (anhörenⓘ) (* 20. März 1991 in Moûtiers) ist ein französischer Skirennläufer. Er gilt als Allrounder und tritt in sämtlichen Disziplinen außer der Abfahrt an, wobei seine besonderen Stärken im Riesenslalom und in der alpinen Kombination liegen. Im Alpinen Skiweltcup entschied er die Disziplinenwertung in der Kombination bisher sechsmal für sich, so oft wie kein anderer Athlet vor ihm. Dazu gewann er einmal die Riesenslalom-Disziplinenwertung. In der Saison 2020/21 entschied er auch die Gesamtwertung für sich, nachdem er zuvor fünf Mal Zweiter oder Dritter geworden war. Mit bisher 34 gewonnenen Rennen ist er der erfolgreichste Franzose der Weltcupgeschichte.
Pinturault gewann bei den Weltmeisterschaften 2019 und 2023 jeweils die Goldmedaille in der Kombination, bei den Weltmeisterschaften 2017 eine weitere goldene im Mannschaftswettbewerb. Hinzu kommen Silber in der Kombination bei den Olympischen Winterspielen 2018 und im Riesenslalom je eine Bronzemedaille bei den Olympischen Winterspielen 2014 sowie bei den Weltmeisterschaften 2015 und 2019. Darüber hinaus ist er zweifacher Riesenslalom-Juniorenweltmeister und neunfacher französischer Meister.

## Biografie

### Beginn der Karriere
Pinturault wuchs in Courchevel auf, wo sein Vater Claude Besitzer des Hotels Annapurna ist. Seine Mutter Hege stammt aus Norwegen, weshalb er auch die norwegische Staatsbürgerschaft besitzt. Im August 2006 bestritt Pinturault in Argentinien seine ersten FIS-Rennen. Im Winter 2006/07 nahm er ausschließlich an Wettbewerben in Frankreich teil, blieb dabei aber ohne größere Erfolge. Erst zu Beginn der Saison 2007/08 kam er erstmals unter die besten zehn in einem FIS-Rennen. Bei seinem ersten Großereignis, den Juniorenweltmeisterschaften 2008 im spanischen Formigal, kam er in allen Wettbewerben ins Ziel und erreichte damit Platz 13 in der Kombinationswertung. Kurz zuvor hatte er in Madesimo erstmals an Europacuprennen teilgenommen, ohne jedoch die Punkteränge zu erreichen. Auch in der Saison 2008/09 blieb Pinturault in seinen sieben Europacupeinsätzen ohne Punkte, allerdings verfehlte er diese zweimal als 31. nur knapp.
Im Dezember 2008 gewann Pinturault sein erstes FIS-Rennen. Für Aufsehen sorgte er bei den Juniorenweltmeisterschaften 2009 in Garmisch-Partenkirchen, als er überraschend die Goldmedaille im Riesenslalom gewann (vor den Österreichern Björn Sieber und Marcel Hirscher). Zwei Wochen später bestätigte er diese Leistung mit dem französischen Meistertitel in der Super-Kombination. Als Juniorenweltmeister kam er beim Saisonfinale in Åre auch zu seinem ersten Einsatz im Weltcup, wo er jedoch im ersten Durchgang des Riesenslaloms ausschied.
Ende November 2009 holte Pinturault mit Platz 25 im zweiten Riesenslalom von Levi seine ersten Europacuppunkte und Anfang Dezember kam er im Riesenslalom von Val Thorens erstmals im Europacup unter die besten zehn. Bei den Juniorenweltmeisterschaften 2010 in der Region Mont Blanc erreichte er im Super-G den fünften Platz, während er im Slalom nach überlegener Laufbestzeit im 2. Durchgang ausschied. Im Europacup gelang ihm mit Rang zwei im letzten Riesenslalom der Saison 2009/10 in Kranjska Gora der erste Podestplatz. Bei seinen vier Weltcupeinsätzen in diesem Winter erreichte er nie das Ziel.

### Rascher Aufstieg im Weltcup
Im Januar 2011 feierte Pinturault im Riesenslalom und im Slalom von Kirchberg in Tirol seine ersten Europacupsiege. In den nächsten Wochen folgten weitere drei Siege, womit er sich bereits vorzeitig den Gesamtsieg in der Europacupsaison 2010/11 sicherte. Bei den Juniorenweltmeisterschaften 2011 gewann er zum zweiten Mal die Goldmedaille im Riesenslalom. Nachdem er bei seinen vorangegangenen Weltcup-Einsätzen im Slalom und Riesenslalom ohne Punkte geblieben war, fuhr er am 5. Februar 2011 bei seinem ersten Weltcup-Super-G in Hinterstoder mit Startnummer 62 auf den sechsten Platz. Im vier Tage später ausgetragenen Super-G der Weltmeisterschaften 2011 in Garmisch-Partenkirchen fiel Pinturault aus, im WM-Slalom belegte er Rang 17. Den ersten Weltcup-Podestplatz erzielte er zwei Wochen später am 5. März 2011, als er im Riesenslalom von Kranjska Gora den zweiten Platz belegte.
Zu Beginn der Weltcup-Saison 2011/12 am 23. Oktober 2011 in Sölden belegte Pinturault hinter Ted Ligety den zweiten Platz im Riesenslalom. Zwei weitere zweite Plätze folgten Anfang Februar 2012 in Chamonix in der Super-Kombination und Anfang März in Kranjska Gora im Riesenslalom. Der erste Weltcupsieg gelang ihm am 21. Februar 2012 beim City Event in Moskau. Beim Weltcupfinale in Schladming folgte mit Platz zwei im Super-G die erste Podestplatzierung in einem Speedrennen, wobei er sich nur um zwei Hundertstelsekunden dem Italiener Christof Innerhofer geschlagen geben musste. Er beendete den Riesenslalom- und Kombinationsweltcup jeweils an vierter Position und wurde im Gesamtweltcup Zehnter.
Ende Juli 2012 erlitt Pinturault beim Tennisspielen einen Bänderriss im linken Sprunggelenk. Er musste rund drei Monate pausieren und versäumte das Auftaktrennen der Saison 2012/2013 in Sölden. Im November stieg er wieder in den Weltcup ein und feierte am 8. Dezember 2012 im Slalom von Val-d’Isère seinen zweiten Weltcupsieg. Ein weiterer Sieg gelangen ihm in der Super-Kombination von Wengen. In der Kombinations-Disziplinenwertung belegte Pinturault punktgleich mit Ivica Kostelić den ersten Platz. Bei den in Schladming ausgetragenen Weltmeisterschaften 2013 verpasste er in vier Rennen jeweils knapp eine Medaille; er wurde einmal Fünfter und dreimal Sechster. Unmittelbar nach der WM gewann er am 24. Februar 2013 in Garmisch-Partenkirchen erstmals einen Weltcup-Riesenslalom. Nach Patrick Russel im Jahr 1971 war er der erste Franzose, der in derselben Weltcupsaison sowohl einen Slalom als auch einen Riesenslalom gewinnen konnte. Einen weiteren Sieg vergab er im Riesenslalom von Kranjska Gora, als er im zweiten Durchgang bei deutlicher Halbzeitführung ausschied.

### Etablierung an der Weltspitze
In der Saison 2013/14 war Pinturault im Lauberhornslalom von Wengen und in der Super-Kombination von Kitzbühel siegreich. Außerdem sicherte er sich erneut die Kombinations-Disziplinenwertung, diesmal punktgleich mit Ligety. Bei den Olympischen Winterspielen in Sotschi schied er im Slalom der Super-Kombination aus. Hingegen gewann er am 19. Februar mit Bronze im Riesenslalom seine erste olympische Medaille, hinter dem damaligen Dominator Ligety und dem überraschenden Franzosen Steve Missillier. Beim Weltcup-Finale in Lenzerheide gelang Pinturault am 13. März 2014 der erste Weltcupsieg im Super-G. Von nun an konnte er bereits in allen Disziplinen außer der Abfahrt mindestens einen Weltcupsieg vorweisen.
Vor Beginn der Saison 2014/15 wechselte Pinturault die Skimarke: Nachdem er zuvor stets mit Salomon-Skis gefahren war, entschied er sich nun für Skis von Head. Mit Starts in allen Super-Gs und in einigen technisch schwierigeren Abfahren wagte er erstmals den Versuch, die Weltcup-Gesamtwertung für sich zu entscheiden. Zwei Siege in der Kombination von Kitzbühel und im Riesenslalom von Kranjska Gora sowie je zwei zweite und dritte Plätze waren zwar eine beeindruckende Bilanz, reichten schließlich jedoch nur für den dritten Gesamtrang. Bei den Weltmeisterschaften 2015 in Beaver Creek gewann er im Riesenslalom die Bronzemedaille, während die übrigen Rennen für ihn eher enttäuschend endeten.
Die Saison 2015/16 verlief für Pinturault zu Beginn deutlich unter den eigenen hochgesteckten Erwartungen. Im Riesenslalom von Beaver Creek am 6. Dezember 2015 stürzte er heftig und erlitt dabei eine leichte Gehirnerschütterung, worauf er das nächste Rennen in Val-d’Isère auslassen musste. Erst im neuen Jahr erreichte er wieder sein gewohntes Niveau, setzte dann aber Ende Januar zu einer Siegesserie an. Innerhalb von sechs Wochen stand er sechsmal zuoberst auf dem Podest: bei den Kombinationen von Kitzbühel und Chamonix sowie bei den Riesenslaloms von Naeba, Hinterstoder (zweimal) und Kranjska Gora. Mit seinem insgesamt 15. Weltcupsieg egalisierte er die bisherige französische Bestmarke von Jean-Claude Killy.

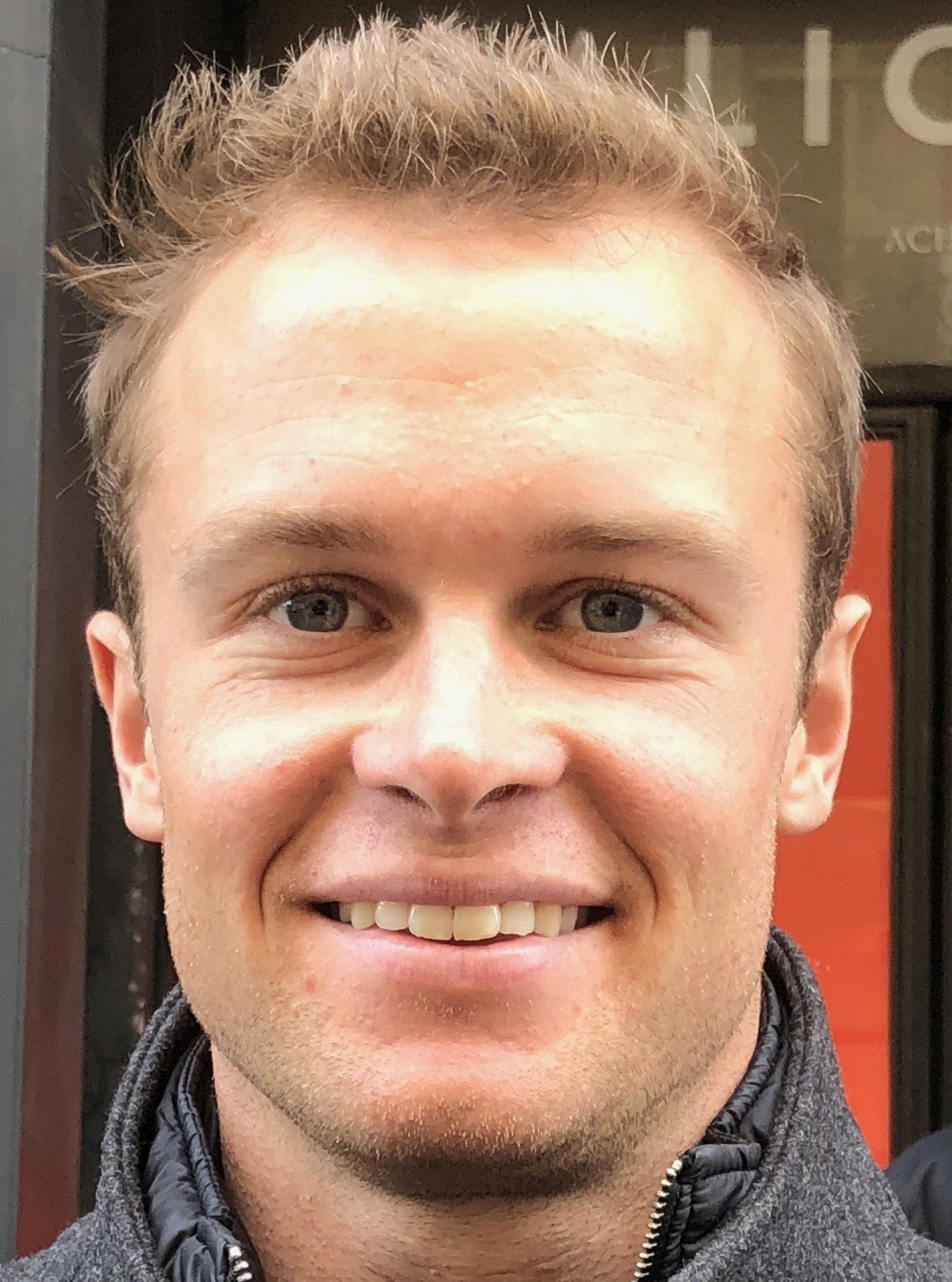
Pinturault im Jahr 2017

Zum Auftakt der Saison 2016/17 gewann Pinturault den Riesenslalom von Sölden. Es folgten drei weitere Siege in den Riesenslaloms von Val-d’Isère und Adelboden sowie in der Kombination von Santa Caterina. Obwohl er in der Kombination von Wengen aufgrund schwieriger Wetterverhältnisse nur den 20. Platz belegte, konnte er in jener Saison zum vierten Mal den Kombinationsweltcup für sich entscheiden. In der Gesamtwertung hingegen fiel er ein weiteres Mal rasch hinter Hirscher zurück, da er vor allem im Slalom mehrmals ausschied. Vor den Weltmeisterschaften 2017 in St. Moritz gehörte er dennoch zu den meistgenannten Favoriten, kam jedoch in den Einzelrennen nicht über einen sechsten Platz hinaus. Immerhin gelang ihm im Mannschaftswettbewerb erstmals der Gewinn einer Goldmedaille. Die Saison 2017/18 war für Pinturault nicht so erfolgreich wie die Jahre zuvor. Gewinnen konnte er den Riesenslalom in Val-d’Isère und die Kombination von Bormio. Im Gesamtweltcup wurde er Sechster, im Riesenslalomweltcup war er mit Platz drei am erfolgreichsten. Bei den Olympischen Spielen in Pyeongchang holte er in der Kombination die Silbermedaille hinter Hirscher sowie die Bronzemedaille im Riesenslalom.
In der Saison 2018/19 war Pinturault insgesamt wieder erfolgreicher und konstanter. In den Slaloms von Zagreb und Schladming wurde er jeweils Zweiter hinter Hirscher, in Kitzbühel Dritter. Im Riesenslalom von Alta Badia errang er den dritten Platz und erreichte dort im Parallel-Riesenslalom erstmals ein Podest in einem Parallelwettbewerb. Bei den Weltmeisterschaften 2019 in Åre gewann Pinturault die Goldmedaille in der Kombination sowie die Bronzemedaille im Riesenslalom. Am 22. Januar 2019 gewann er erstmals seit Dezember 2017 wieder ein Weltcuprennen, die Kombination von Bansko. Damit entschied er zum fünften Mal die Disziplinenwertung in der Kombination für sich und stellte den Rekord von Kjetil André Aamodt ein.

### Jagd auf den Gesamtweltcup
Nach Hirschers Rücktritt und vor Beginn der Weltcupsaison 2019/20 rechneten die Medien im Kampf und die Weltcup-Gesamtwertung allgemein mit einem Duell zwischen Pinturault und Henrik Kristoffersen. Pinturault unterstrich seine Favoritenrolle mit dem Sieg im ersten Rennen der Saison, dem Riesenslalom von Sölden. Am 15. Dezember 2019 konnte er in Val-d’Isère den ersten Sieg im Slalom seit mehr als fünf Jahren feiern. Insgesamt gelangen ihm während der Saison sechs Siege, davon zwei in Kombinationen, womit er zum sechsten Mal die Kombinations-Disziplinenwertung für sich entschied und so einen neuen Rekord aufstellte. Diesen Erfolgen standen aber auch vier Rennen ohne Punktgewinn gegenüber, sodass er sich nicht entscheidend absetzen konnte. Als größter Konkurrent erwies sich indes nicht Kristoffersen, sondern der konstanter fahrende Aleksander Aamodt Kilde, der Mitte Februar 2020 die Gesamtführung übernahm. Zwei Wochen später holte sich Pinturault bei den Rennen in Hinterstoder die Führung zurück. Kilde reagierte am 6. März 2020 mit einem zweiten Platz in der Abfahrt von Kvitfjell und setzte sich mit 54 Punkten Vorsprung erneut an die Spitze. Da der Super-G am darauf folgenden Tag wegen Schlechtwetters abgesagt werden musste, schien Pinturault aufgrund des Restprogramms im Vorteil zu sein, doch dann brach die FIS die Saison am 12. März wegen der COVID-19-Pandemie ab und er musste sich mit dem zweiten Gesamtrang begnügen.
Am 27. November 2020 gewann Pinturault mit dem Parallelrennen von Lech sein 30. Weltcuprennen und übernahm gleichzeitig die Führung in der Gesamtwertung. Vorübergehend fiel er hinter Kilde zurück, eroberte aber knapp vier Wochen später die Führung mit dem Sieg im Riesenslalom von Alta Badia zurück. In der zweiten Januarwoche 2021 folgten zwei weitere Riesenslalomsiege auf dem Chuenisbärgli in Adelboden. Da sich sein Hauptkonkurrent Kilde Mitte Januar verletzte und die Saison beenden musste, konnte Pinturault seine Führung in der Gesamtwertung markant ausbauen, wozu auch deutlich verbesserte Leistungen im Slalom beitrugen. Bei den Weltmeisterschaften 2021 in Cortina d’Ampezzo gewann Pinturault die Silbermedaille in der Kombination und etwas überraschend die Bronzemedaille im Super-G. Im Riesenslalom schied er im zweiten Lauf aus, nachdem er im ersten Durchgang mit mehr als einer halben Sekunde Vorsprung in Führung gelegen hatte. Nach der WM hatte Pinturault eine kleinere Schwächephase und Marco Odermatt rückte ihm in der Gesamt- und in der Riesenslalomwertung immer näher. Nach dem Riesenslalom von Kranjska Gora in der zweiten Märzwoche lag Odermatt gesamthaft nur noch 31 Punkte hinter ihm, während er ihn in der Disziplinenwertung überholte. Somit musste das Weltcupfinale in Lenzerheide entscheiden. Pinturault profitierte von der wetterbedingten Absage der Abfahrt und des Super-G (wo Odermatt im Vorteil gewesen wäre). Andererseits gewann er an seinem 30. Geburtstag den letzten Riesenslalom der Saison und entschied damit die Disziplinenwertung für sich. Ebenso hatte er vor dem abschließenden Slalom (den er als Dritter beendete) genügend Vorsprung, sodass er auch theoretisch nicht mehr abgefangen werden konnte. Somit wurde er der erste französische Gesamtweltcupsieger seit Luc Alphand in der Saison 1996/97. Zuvor war Pinturault fünf Mal entweder Zweiter oder Dritter der Gesamtwertung gewesen – und achtmal in Folge Zweiter oder Dritter der Riesenslalom-Wertung.

### Weltmeister zuhause
In der von Odermatt dominierten Saison 2021/22 konnte Pinturault bei weitem nicht an das Niveau des vorherigen Winters anknüpfen. Er erzielte nur drei Podestplätze zu Beginn des Winters und belegte in der Gesamtwertung den zehnten Platz. Bei den Olympischen Winterspielen 2022 war der elfte Platz im Super-G sein einziges Ergebnis. Nach einem verhaltenen Start der Weltcupsaison 2022/23 fuhr Pinturault Anfang Dezember 2022 im Super-G von Beaver Creek auf Platz drei und beendete damit eine Serie von 330 Tagen ohne Podestplatz auf höchstem Niveau. Ohne im Verlaufe der Saison wirklich überzeugt zu haben, reiste Pinturault zu den Weltmeisterschaften 2023 an, die in seinem Wohnort Courchevel stattfanden; der Zielbereich lag wenige Meter von einem der Hotels der Familie Pinturault entfernt. Im ersten Rennen der Veranstaltung gewann er den Weltmeistertitel in der Kombination. Zwei Tage später kam im Super-G die Bronzemedaille hinzu.

### Start in den Speed-Disziplinen – Verletzungen
Zu Beginn der Saison 2023/24 gab Pinturault bekannt, zukünftig auf den Slalom verzichten und stattdessen in der Abfahrt starten zu wollen. Nach Top-10-Platzierungen vor allem im Riesenslalom in Alta Badia und im Super-G in Bormio stürzte Pinturault am 12. Januar 2024 im Super-G von Wengen und zog sich einen Kreuzbandriss zu, womit er die Saison beenden musste.
Im Dezember 2024 kehrte Pinturault in Beaver Creek in den Weltcup zurück. Er gab jedoch bekannt, vorerst auf Abfahrtsrennen zu verzichten. Am 24. Januar stürzte er im Super-G von Kitzbühel und verletzte sich erneut schwer am Knie. Er erlitt eine Knochenprellung des inneren Schienbeinplateaus mit Fraktur sowie eine Verletzung des Innenmeniskus. Er musste damit die Saison erneut vorzeitig beenden. Er hatte in dieser Saison insgesamt 7 Rennen bestritten; das beste Ergebnis war ein 10. Platz im Super-G von Beaver Creek.

## Erfolge

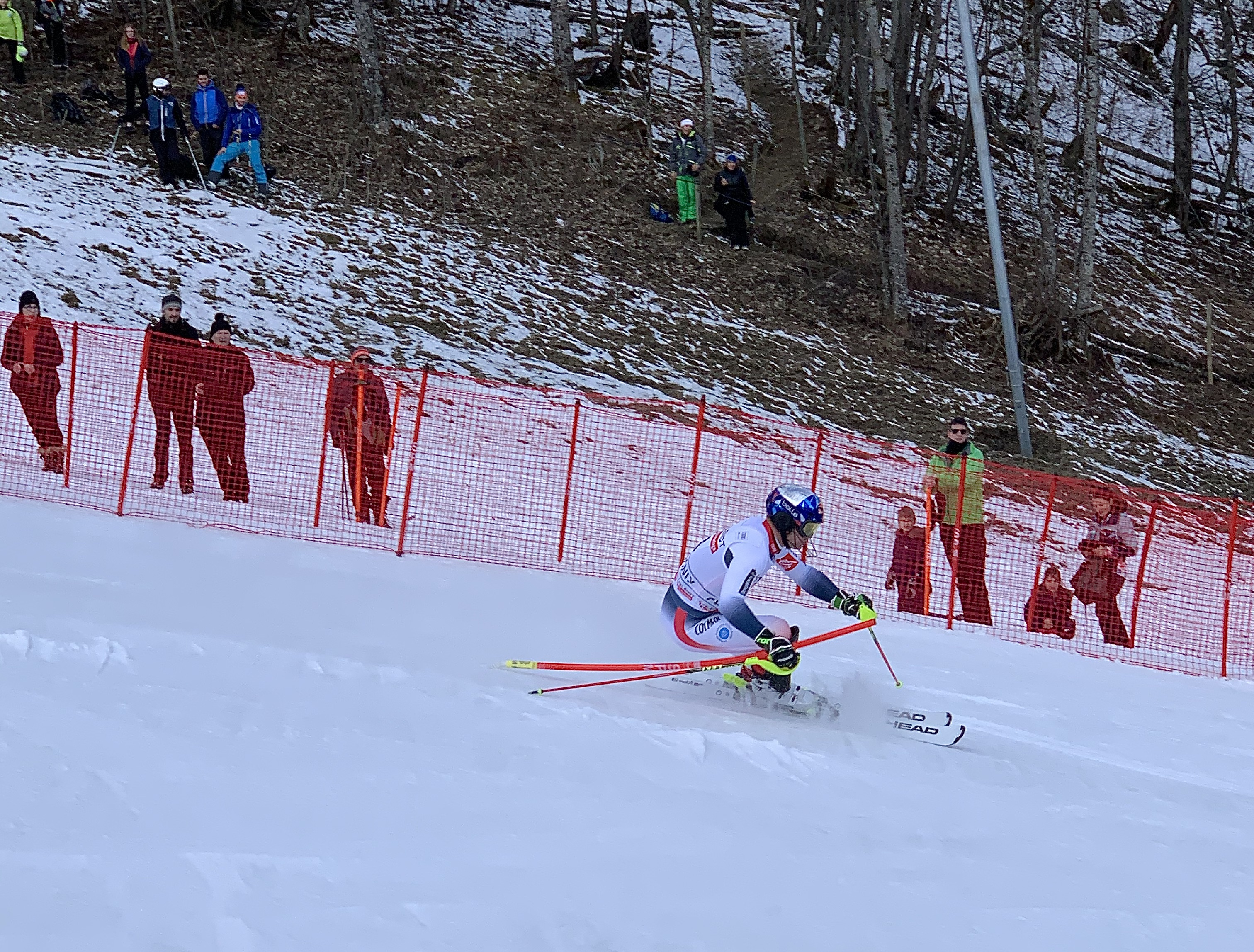
Pinturault im Weltcupslalom von Chamonix am 8. Februar 2020

### Olympische Winterspiele
- Sotschi 2014: 3. Riesenslalom
- Pyeongchang 2018: 2. Alpine Kombination, 3. Riesenslalom, 4. Mannschaftswettbewerb, 5. Slalom
- Peking 2022: 11. Super-G

### Weltmeisterschaften
- Garmisch-Partenkirchen 2011: 17. Slalom
- Schladming 2013: 5. Riesenslalom, 6. Slalom, 6. Super-G, 6. Super-Kombination
- Vail/Beaver Creek 2015: 3. Riesenslalom, 5. Alpine Kombination, 11. Super-G
- St. Moritz 2017: 1. Mannschaftswettbewerb, 6. Super-G, 7. Riesenslalom, 10. Alpine Kombination
- Åre 2019: 1. Alpine Kombination, 3. Riesenslalom, 4. Slalom
- Cortina d’Ampezzo 2021: 2. Alpine Kombination, 3. Super-G, 7. Slalom
- Courchevel 2023: 1. Alpine Kombination, 3. Super-G, 7. Riesenslalom, 11. Parallelrennen, 20. Slalom

### Weltcupwertungen
| Saison  | Gesamt | Gesamt | Super-G | Super-G | Riesenslalom | Riesenslalom | Slalom | Slalom | Kombination | Kombination | City Event | City Event | Parallel | Parallel |
| Saison  | Platz  | Punkte | Platz   | Punkte  | Platz        | Punkte       | Platz  | Punkte | Platz       | Punkte      | Platz      | Punkte     | Platz    | Punkte   |
| ------- | ------ | ------ | ------- | ------- | ------------ | ------------ | ------ | ------ | ----------- | ----------- | ---------- | ---------- | -------- | -------- |
| 2010/11 | 54.    | 151    | 30.     | 40      | 22.          | 87           | –      | –      | 30.         | 24          | –          | –          | –        | –        |
| 2011/12 | 10.    | 845    | 22.     | 84      | 4.           | 364          | 18.    | 167    | 4.          | 130         | 1.         | 100        | –        | –        |
| 2012/13 | 6.     | 790    | 33.     | 20      | 3.           | 326          | 9.     | 264    | 1.          | 180         | 7.         | 60         | –        | –        |
| 2013/14 | 3.     | 1028   | 13.     | 126     | 3.           | 458          | 9.     | 264    | 1.          | 180         | –          | –          | –        | –        |
| 2014/15 | 3.     | 1006   | 10.     | 169     | 2.           | 487          | 10.    | 224    | 2.          | 126         | –          | –          | –        | –        |
| 2015/16 | 3.     | 1200   | 27.     | 70      | 2.           | 690          | 12.    | 220    | 1.          | 220         | –          | –          | –        | –        |
| 2016/17 | 4.     | 875    | 22.     | 68      | 3.           | 439          | 12.    | 257    | 1.          | 111         | –          | –          | –        | –        |
| 2017/18 | 6.     | 707    | 19.     | 78      | 3.           | 329          | 14.    | 200    | 4.          | 100         | –          | –          | –        | –        |
| 2018/19 | 2.     | 1145   | 21.     | 63      | 3.           | 469          | 6.     | 453    | 1.          | 160         | –          | –          | –        | –        |
| 2019/20 | 2.     | 1148   | 8.      | 169     | 2.           | 388          | 6.     | 286    | 1.          | 280         | –          | –          | 19.      | 25       |
| 2020/21 | 1.     | 1260   | 17.     | 96      | 1.           | 700          | 7.     | 364    | –           | –           | –          | –          | 1.       | 100      |
| 2021/22 | 10.    | 603    | 15.     | 120     | 5.           | 300          | 16.    | 183    | –           | –           | –          | –          | –        | –        |
| 2022/23 | 8.     | 839    | 5.      | 253     | 5.           | 409          | 17.    | 177    | –           | –           | –          | –          | –        | –        |
| 2023/24 | 42.    | 199    | 39.     | 38      | 20.          | 30           | 32.    | 31     | –           | –           | –          | –          | –        | –        |
| 2024/25 | 77.    | 74     | -       | -       | 40.          | 26           | 26.    | 48     | –           | –           | –          | –          | –        | –        |

### Weltcupsiege
Pinturault errang bisher 77 Podestplätze, davon 34 Siege:
| Datum             | Ort                    | Land        |
| ----------------- | ---------------------- | ----------- |
| 24. Februar 2013  | Garmisch-Partenkirchen | Deutschland |
| 14. März 2015     | Kranjska Gora          | Slowenien   |
| 13. Februar 2016  | Yuzawa Naeba           | Japan       |
| 26. Februar 2016  | Hinterstoder           | Österreich  |
| 28. Februar 2016  | Hinterstoder           | Österreich  |
| 4. März 2016      | Kranjska Gora          | Slowenien   |
| 23. Oktober 2016  | Sölden                 | Österreich  |
| 10. Dezember 2016 | Val-d’Isère            | Frankreich  |
| 7. Januar 2017    | Adelboden              | Schweiz     |
| 9. Dezember 2017  | Val-d’Isère            | Frankreich  |
| 16. März 2019     | Soldeu                 | Andorra     |
| 27. Oktober 2019  | Sölden                 | Österreich  |
| 2. Februar 2020   | Garmisch-Partenkirchen | Deutschland |
| 2. März 2020      | Hinterstoder           | Österreich  |
| 20. Dezember 2020 | Alta Badia             | Italien     |
| 8. Januar 2021    | Adelboden              | Schweiz     |
| 9. Januar 2021    | Adelboden              | Schweiz     |
| 20. März 2021     | Lenzerheide            | Schweiz     |

| Datum             | Ort         | Land       |
| ----------------- | ----------- | ---------- |
| 8. Dezember 2012  | Val-d’Isère | Frankreich |
| 19. Januar 2014   | Wengen      | Schweiz    |
| 15. Dezember 2019 | Val-d’Isère | Frankreich |

| Datum             | Ort            | Land       |
| ----------------- | -------------- | ---------- |
| 18. Januar 2013   | Wengen         | Schweiz    |
| 26. Januar 2014   | Kitzbühel      | Österreich |
| 23. Januar 2015   | Kitzbühel      | Österreich |
| 22. Januar 2016   | Kitzbühel      | Österreich |
| 19. Februar 2016  | Chamonix       | Frankreich |
| 29. Dezember 2016 | Santa Caterina | Italien    |
| 29. Dezember 2017 | Bormio         | Italien    |
| 22. Februar 2019  | Bansko         | Bulgarien  |
| 29. Dezember 2019 | Bormio         | Italien    |
| 1. März 2020      | Hinterstoder   | Österreich |

| Datum         | Ort         | Land    |
| ------------- | ----------- | ------- |
| 13. März 2014 | Lenzerheide | Schweiz |

| Datum             | Ort    | Land       |
| ----------------- | ------ | ---------- |
| 21. Februar 2012  | Moskau | Russland   |
| 27. November 2020 | Lech   | Österreich |

### Europacup
- Saison 2010/11: 1. Gesamtwertung, 1. Riesenslalomwertung, 2. Slalomwertung
- 10 Podestplätze, davon 5 Siege:

| Datum            | Ort                | Land       | Disziplin    |
| ---------------- | ------------------ | ---------- | ------------ |
| 15. Januar 2011  | Kirchberg in Tirol | Österreich | Riesenslalom |
| 16. Januar 2011  | Kirchberg in Tirol | Österreich | Slalom       |
| 18. Januar 2011  | Zuoz               | Schweiz    | Riesenslalom |
| 11. Februar 2011 | Monte Pora         | Italien    | Riesenslalom |
| 7. März 2011     | Kranjska Gora      | Slowenien  | Slalom       |

### Juniorenweltmeisterschaften
- Formigal 2008: 13. Kombination, 25. Riesenslalom, 27. Super-G, 40. Slalom, 45. Abfahrt
- Garmisch-Partenkirchen 2009: 1. Riesenslalom, 13. Super-G, 18. Abfahrt
- Mont Blanc 2010: 5. Super-G, 35. Abfahrt, 41. Riesenslalom
- Crans-Montana 2011: 1. Riesenslalom

### Weitere Erfolge
- 9 französische Meistertitel (Super-Kombination 2009 und 2014, Riesenslalom 2010, 2012, 2014 und 2019, Slalom 2011, 2013 und 2016)
- 2 Siege in FIS-Rennen

## Persönliches
2017 heiratete er seine langjährige Freundin Romane Faraut. Am 6. Januar 2024 kam ihr erstes gemeinsames Kind auf die Welt.